# Carmen Begoña Gómez-Marco Pérez
Carmen Begoña Gómez-Marco Pérez (València, 21 de setembre de 1951) és una advocada i política valenciana, diputada a les Corts Valencianes en la III, IV i V Legislatures.
Llicenciada en dret i militant de la Unió General de Treballadors, formà part de la a Comissió Executiva Nacional del PSPV-PSOE. Fou escollida diputada a les eleccions a les Corts Valencianes de 1991, 1995 i 1999. Ha estat vicepresidenta de la Comissió especial per a l'estudi d'una possible reforma de l'Estatut d'Autonomia i la consolidació de l'autogovern (1997-1999) i presidenta de la Comissió Especial per a l'estudi de noves formes de gestió de RTVV (1999-2002)